# Raylene
Raylene (tên sinh Stacey Bernstein, sinh ngày 12 tháng 2 năm 1977) là một nữ diễn viên khiêu dâm người Mỹ đã nghỉ hưu.

## Đầu đời
Raylene được sinh ra và lớn lên ở Glendora, California  Cô là người Ý và người Mexico gốc ở phía mẹ. Cha cô ấy là người Do Thái gốc Ba Lan và Áo..
Là một đứa trẻ, Raylene đã chọn để theo học các trường Thiên Chúa giáo. Cô là một học sinh danh dự ở trường trung học và tốt nghiệp lúc 16 tuổi, hai năm sớm hơn. Cô ấy muốn theo đuổi các nghiên cứu về Thiên Chúa giáo tại Đại học Azusa Pacific và trở thành một giáo viên trung học Cơ Đốc, nhưng không có đủ tiền hoặc thời gian để làm như vậy.
Raylene bắt đầu hành động khi cô mới 5 tuổi. Với sự giúp đỡ của chú, một nhà sản xuất, cô đã xuất hiện trên Hunter và 21 Jump Street.

## Sự nghiệp
Raylene bước vào nền công nghiệp điện ảnh khiêu dâm tình dục dành cho người lớn khi cô còn là trinh nữ năm 1996 và đã làm cảnh đầu tiên của cô với Mark Davis trong Thế giới số 4 của Shane. Cô là một nghệ sĩ hợp đồng cho Vivid Entertainment từ tháng 5 năm 1998 đến tháng 11 năm 2001.
Raylene đã nghỉ hưu từ ngành công nghiệp điện ảnh khiêu dâm tình dục dành cho người lớn nhiều lần - đầu tiên vào năm 2001 để trở thành một nhà đại lý bất động sản và sau đó nhảy múa vào năm 2004. Như đã được ghi lại trong bộ phim After Porn Ends, để xoay xở những khó khăn về tài chính trong năm 2009, cô đã quay trở lại với bộ phim Dirty Work của Raylene. Vào tháng 1 năm 2014, cô thông báo qua tài khoản Twitter rằng cô đã nghỉ hưu từ ngành công nghiệp giải trí khiêu dâm tình dục.

### Xuất hiện
Tại lễ trao giải Grammy năm 2000, Raylene đã tham gia nhảy lồng với Kobe Tai trong một buổi biểu diễn của Kid Rock.

## Đời tư
Raylene đã kết hônvới Brad Hirsch và sau đó đã ly dị.

## Awards
- 1999 XRCO Award – Starlet of the Year[12]
- 2001 AVN Award – Best Actress (Film) – Artemesia (tied with Taylor Hayes – Jekyll and Hyde)[13]
- 2008 AVN Hall of Fame[14]